# Rio do Pinto
 (juillet 2014).
Si vous disposez d'ouvrages ou d'articles de référence ou si vous connaissez des sites web de qualité traitant du thème abordé ici, merci de compléter l'article en donnant les références utiles à sa vérifiabilité et en les liant à la section « Notes et références ».
 (juillet 2014).
Le rio do Pinto est une rivière brésilienne de l'intérieur de l'État de Santa Catarina, affluent du rio Canoas, donc sous-affluent du fleuve l'Uruguay.

## Géographie
Il naît sur le territoire de la municipalité de Campos Novos et marque ensuite la frontière entre Brunópolis et Vargem en s'écoulant vers le sud-est pour se jeter dans le rio Canoas.